# Bolqarçay
Bolqarçay, na horním toku také zvaná Bolgaru, je řeka v Ázerbájdžánu, která na horním a středním toku tvoří jeho státní hranici s Íránem (Ardabíl). Je dlouhá 134 km. Povodí má rozlohu 2 170 km².

## Průběh toku
Pramení na severních svazích Talyšských hor. Na dolním toku vysychá a do Kaspického moře nedotéká.

## Využití
Voda se využívá na zavlažování. Na dolním toku je doplňována vodou z kanálu imeni Azizbekova.